# Wellner István
Wellner István (Budapest, 1924. szeptember 6. – Trieben, 1991. augusztus 7.) magyar jogász, régész, útikönyv író, múzeumi csoportvezető. A Magyar Ókortudományi Társaság és a Magyar Régészeti Társulat tagja volt. A Budapest Régiségei című múzeumi kiadványsorozat XXII-XXIII. kötetének szerkesztője volt. 

## Életpályája
Wellner László (1897–1954) építészmérnök és Vajda Olga (1899–1952) statisztikus fiaként született. Anyai nagyszülei Balassagyarmatról kerültek Budapestre. Apai ágon Wellner, illetve Velner alakban is feltűnik a családnevük különböző forrásokban.
Középiskolai tanulmányait 1934-től 1942-ig a Budapesti XIV. kerületi Szent István Gimnáziumban végezte. 1947-ben a Pázmány Péter Tudományegyetemen jogi doktorátust szerzett. Ezután elvégezte a budapesti Műegyetem nyomdaipari tanfolyamát. 1949–1950-ben a Központi Statisztikai Hivatal (KSH) Népszámlálási, majd Tájékoztatási Osztályán dolgozott; közben négy féléven át ókori régészetet hallgatott a Budapesti Tudományegyetem Bölcsészettudományi Karán. 1953-ig a Budapesti Történeti Múzeum munkatársaként előbb az Aquincumi Múzeumban, majd a Budapesti Történeti Múzeum Régészeti és Ásatási Intézetében dolgozott. 1955–1974 között ismét a Budapesti Történeti Múzeum Régészeti Osztályának munkatársa volt. 1956–1963 között leletmentéseit folyamatosan közölte a Régészeti Füzetek és az Archaeologiai Értesítő hasábjain. 1972–1974 között a Római Csoport vezetője volt.
Utolsó útjáról, Olaszországból visszafelé autóbusz-baleset áldozata lett.

### Munkássága
Munkássága leginkább az aquincumi kutatásokhoz kapcsolódott. 1956-tól folyamatosan vezetett ásatásokat és leletmentéseket a Vörösvári úton és környékén, a római canabae (polgárváros) területén, az Óbudai Gázgyárban, illetve a II. kerületben, a Frankel Leó, a Lajos és a Gyorskocsi utcában, valamint a Gellért-hegy déli oldalán. Utolsó feltárását a Búvár utcában a Budapesti Történeti Múzeumból történő távozása miatt kollégái fejezték be. Régészeti tevékenységének kiemelkedő állomása a III. kerületi Meggyfa utcában feltárt ún. Hercules-villa; ennek maradványai és híressé vált mozaikpadlói fölé kitartó munkájának köszönhetően védőépület került, amely múzeumi kiállítóhelyként 1968-ban nyílt meg a nagyközönség előtt. Tudományosos munkájában foglalkozott az aquincumi canabae villaépületeivel, a magyarországi római kori épületek belső díszítőművészetével, az óbudai helytartói palota építésének időrendi problémáival, valamint vallástörténeti kérdésekkel és limeskutatásokkal is. Történelmi és művészettörténeti témák is foglalkoztatták, így a régi budai és pesti látképekről (1972), Tiepolo, Canaletto és Guardi munkásságáról (1978), valamint a Budai Vár reneszánsz kerti építményeiről (1981) is jelentek meg munkái. A Budapest Lexikonban és a Budapest Enciklopédiában több, római kori címszó elkészítését vállalta. A Budapesti Történeti Múzeumból történő távozása után, pályafutásának utolsó szakaszában tudományos igénnyel írt útikönyveit (Milánó; Budapest; Ciprus; Velencétől-Rómáig; Rómából Szicíliába; Firenze; Eger; Balaton) a Corvina és a Panoráma Kiadónál adta ki. Útikönyveihez mindig a helyszínen gyűjtött adatokat, ezért sokat járt külföldön, így ösztöndíjjal Bulgáriában, Jugoszláviában, Görögországban, illetve Olaszországban, Ausztriában, Németországban.

## Művei
- Az aquincumi mozaikok (Budapest, 1962)
- Terra mater és Liber Pater közös oltára Aquincumban (Budapest Régiségei XX. 1962. 299-301.)
- Újabb őrtorony az aquincumi limesszakaszon (Budapest Régiségei XX. 1963. 303-310.)
- A Mithrasz kultusz újabb emlékei Aquincumból (Budapest Régiségei XXI. 1964. 25S-260.)
- Aeskulapius és Hygieiát ábrázoló gemma lenyomatával díszített edény Aquincumból (Archaeologiai Értesítő 92. 1965. 42-45.)
- Az aquincumi Hercules-villa. Vezető a kiállítás és romkert megtekintéséhez (Budapest, 1968. p. 52.)
- The Hercules villa in Aquincum (Acta Archaeologica Hungarica, 21. 1969, 235-271.)
- Az aquincumi helytartói palota építésének kora (Archaeologiai Értesítő 97. 1970, 116-125.)
- A magyarországi római kori épületek belső díszítőművészete (Építés és Építészettudomány, 2. 1971, 327-400.)
- Az aquincumi katonaváros nyugatkeleti irányú vízvezetékrendszere (Budapest Régiségei XXIIII. 1973, 179-185.)
- Megjegyzések az aquincumi helytartói villacsoport keletkezésének újabb adataihoz (Archaeologiai Értesítő, 100. 1973, 222-223.)
- Velencétől Rómáig (Panoráma Kiadó, Budapest, 1973)
- Firenze (Panoráma Kiadó, Budapest, 1975)
- Die Sigillaten vom Gebiete der Hercules-Villa in Aquincum. Mit einem Anhang von I. Wellner (AAH 28. 1976. 3-77.)
- Mit Astralsymbolen verziertes Altarseinbruchstück aus Aquincum. Neue Forschungen im Carnuntum. 1. (1976. 114-120.)
- Tiepolo, Canaletto, Guardi (Képzőművészeti Alap, Budapest, 1978)
- Budapest. Budapest (Panoráma-útikönyvek, 1979)
- Ciprus (1988)
- Kalauz Európa vallási műemlékeinek megtekintéséhez (Budapest, 1990)
- Itália (Panoráma nagyútikönyvek, Budapest, 1993; 4. kiadás; 1997)

## Származása
| Wellner István (Budapest, 1924. szept. 6.– Trieben, 1991. aug. 7.) | Apja: Wellner László családnevük előfordul Velner alakban is (Budapest, 1897. márc. 14.– Budapest, 1954. nov. 4.) építészmérnök, építési vállalkozó | Apai nagyapja: Velner Sámuel (Doba, kb. 1853–?) bérlő, tőzsdelátogató                                                            | Apai nagyapai dédapja: Velner Jakab                                                  |
| Wellner István (Budapest, 1924. szept. 6.– Trieben, 1991. aug. 7.) | Apja: Wellner László családnevük előfordul Velner alakban is (Budapest, 1897. márc. 14.– Budapest, 1954. nov. 4.) építészmérnök, építési vállalkozó | Apai nagyapja: Velner Sámuel (Doba, kb. 1853–?) bérlő, tőzsdelátogató                                                            | Apai nagyapai dédanyja: Gut Hani                                                     |
| Wellner István (Budapest, 1924. szept. 6.– Trieben, 1991. aug. 7.) | Apja: Wellner László családnevük előfordul Velner alakban is (Budapest, 1897. márc. 14.– Budapest, 1954. nov. 4.) építészmérnök, építési vállalkozó | Apai nagyanyja: Rausnitz Katalin (Dunaszerdahely, kb. 1861– Budapest, 1928. márc. 1.)                                            | Apai nagyanyai dédapja: Rausnitz Wolf                                                |
| Wellner István (Budapest, 1924. szept. 6.– Trieben, 1991. aug. 7.) | Apja: Wellner László családnevük előfordul Velner alakban is (Budapest, 1897. márc. 14.– Budapest, 1954. nov. 4.) építészmérnök, építési vállalkozó | Apai nagyanyja: Rausnitz Katalin (Dunaszerdahely, kb. 1861– Budapest, 1928. márc. 1.)                                            | Apai nagyanyai dédanyja: Führenberg Léni                                             |
| Wellner István (Budapest, 1924. szept. 6.– Trieben, 1991. aug. 7.) | Anyja: Vajda Olga 1902-ig Weisz Olga (Budapest, 1899. júl. 16.– Budapest, 1952. nov. 27.) statisztikus                                              | Anyai nagyapja: Vajda Jenő szül. Weisz Jakab (Balassagyarmat, 1863. nov. 8.– Budapest, 1955. febr. 1.) könyvelő, üzletvezető     | Anyai nagyapai dédapja: Weisz Mór Löbl kereskedő                                     |
| Wellner István (Budapest, 1924. szept. 6.– Trieben, 1991. aug. 7.) | Anyja: Vajda Olga 1902-ig Weisz Olga (Budapest, 1899. júl. 16.– Budapest, 1952. nov. 27.) statisztikus                                              | Anyai nagyapja: Vajda Jenő szül. Weisz Jakab (Balassagyarmat, 1863. nov. 8.– Budapest, 1955. febr. 1.) könyvelő, üzletvezető     | Anyai nagyapai dédanyja: Hirschel Mária                                              |
| Wellner István (Budapest, 1924. szept. 6.– Trieben, 1991. aug. 7.) | Anyja: Vajda Olga 1902-ig Weisz Olga (Budapest, 1899. júl. 16.– Budapest, 1952. nov. 27.) statisztikus                                              | Anyai nagyanyja: Wallis Anna családnevük előfordul Wallesz alakban is (Balassagyarmat, 1865. nov. 8.– Budapest, 1945. márc. 30.) | Anyai nagyanyai dédapja: Wallis Móric pékmester                                      |
| Wellner István (Budapest, 1924. szept. 6.– Trieben, 1991. aug. 7.) | Anyja: Vajda Olga 1902-ig Weisz Olga (Budapest, 1899. júl. 16.– Budapest, 1952. nov. 27.) statisztikus                                              | Anyai nagyanyja: Wallis Anna családnevük előfordul Wallesz alakban is (Balassagyarmat, 1865. nov. 8.– Budapest, 1945. márc. 30.) | Anyai nagyanyai dédanyja: Weisz Franciska (kb. 1830– Balassagyarmat, 1918. jan. 17.) |